# 馬亨劇院

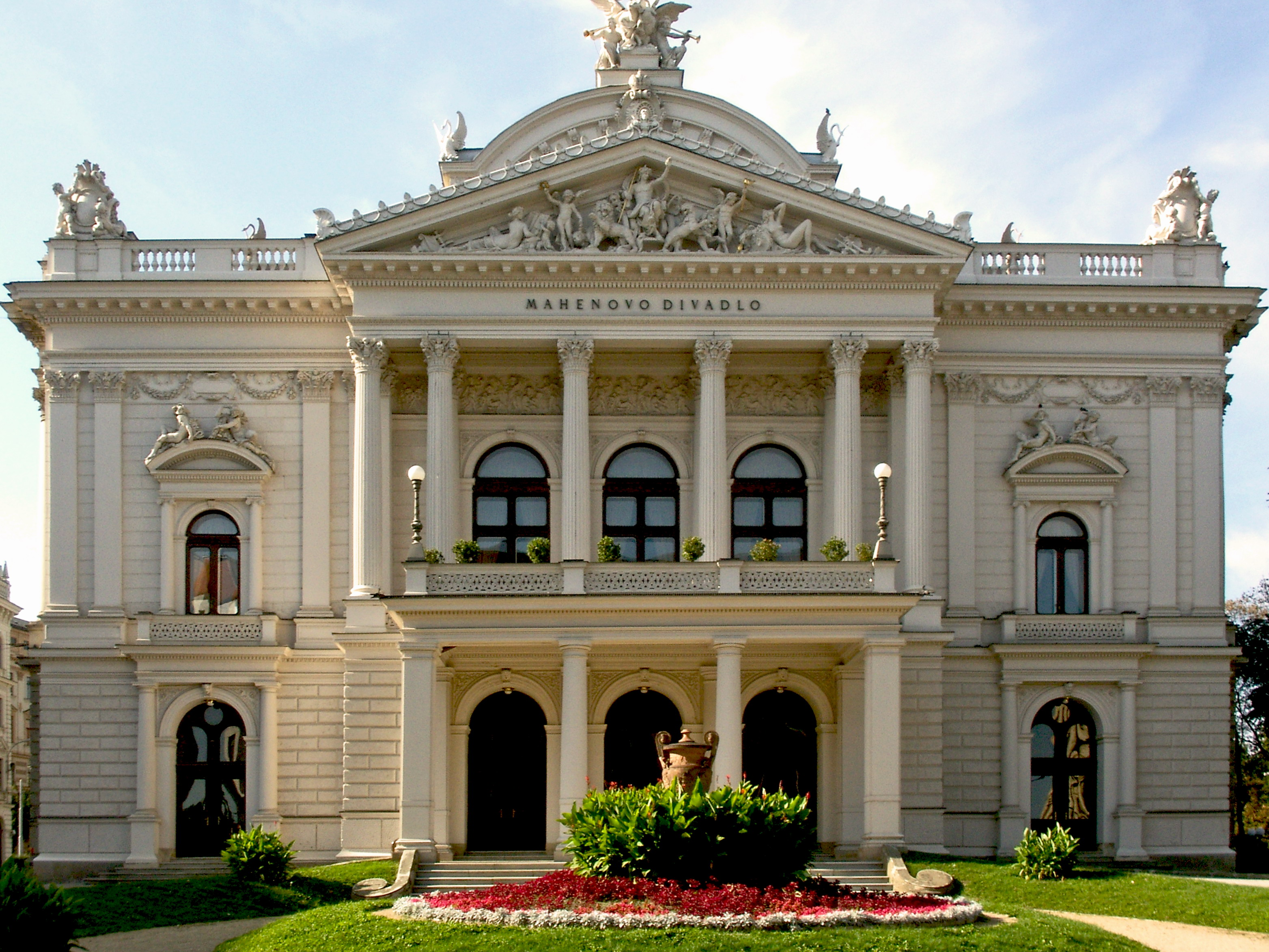
馬亨劇院

49°11′47″N 16°36′47″E / 49.19639°N 16.61306°E
馬亨劇院（捷克語：Mahenovo divadlo)是捷克城市布爾諾的一座劇院建築，修建於1882年，最初名為德國人劇院。該劇院世界最初全電氣照明的劇院之一。馬亨劇院建築外觀融合了新文藝復興式建築、新巴洛克式建築和新古典主義建築風格。

## 外部連結
- National Theatre in Brno （页面存档备份，存于）
- TACE （页面存档备份，存于） – entry in TACE database